# Skaryszew
Skaryszew este un oraș în Polonia.